# Dyckia waechteri
Dyckia waechteri är en gräsväxtart som beskrevs av Strehl. Dyckia waechteri ingår i släktet Dyckia och familjen Bromeliaceae. Inga underarter finns listade i Catalogue of Life.